# István Szívós
István Szívós   (Szeged, 20 d'agost de 1920 - Budapest, 22 de juny de 1992) va ser un waterpolista i nedador hongarès que va competir durant les dècades de 1940 i 1950. Era el pare del també waterpolista István Szívós, Jr..
El 1948 va prendre part en els Jocs Olímpics d'Estiu de Londres, on va guanyar la medalla de plata en la competició de waterpolo. Quatre anys més tard, als Jocs de Hèlsinki, va guanyar la medalla d'or en la mateixa competició. El 1956, a Melbourne, va tornar a guanyar la medalla d'or en la competició de waterpolo. En aquests mateixos Jocs va disputar, sense sort, la prova dels 200 metres braça del programa de natació. Fou l'abanderat hongarès en la cerimònia inaugural dels Jocs de Moscou de 1980. Una vegada retirat va exercir d'entrenador de waterpolo a Hongria i Egipte (1964-66).
El 1997 fou inclòs a l'International Swimming Hall of Fame.